# Mont Pellier–Brownes Bay
Mont Pellier–Brownes Bay ist eine Ortslage in der Parish of Saint Philip auf der Karibikinsel Antigua im Staat Antigua und Barbuda.

## Lage und Landschaft
Mont Pellier–Brownes Bay/Gaynors ist ein amtlich-statistischer Zählbezirk (englisch Enumeration district) im abgelegenen Südosten der Insel. Er umfasst die Ortslagen an der inneren Südküste der Nonsuch Bay um Skerrets Bay, Brownes Bay, Hughes Bay und dem Ästuar des Ayers Creek, wo auch abgelegener Gaynors liegt. In der Nonsuch Bay liegt die kleine Nanny Island.
Die Ortslage hat nur 8 (ständige) Einwohner (Stand: 2001), die Gegend ist ein Hotel- und Villengebiet.
|         | Willikies Nonsuch Bay                       |                         |
| Gaynors | Kompassrose, die auf Nachbargemeinden zeigt |                         |
|         | Freetown                                    | Mill Reef–Half Moon Bay |

## Geschichte und Infrastruktur
Obschon die Nonsuch Bay ein gut geschützter Naturhafen ist, bildeten sich hier nur am Nonsuch Harbour am Nordufer (heute Willikies) Ansiedlungen an der Küste, an der Südküste lag im Landesinneren das Anwesen Skerrets (auf diese Familie geht dann später die Ortslage Skerretts bei St. John’s zurück), später Archibolds.
Im Zuge der touristischen Erschließung Antiguas wurde hier das Hotelresort Harmony Hall rund um eine alte Windmühle (Brown’s Bay Mill) erbaut, mit Yachtclub, öffentlichem Restaurant und Galerie für antiguanische Kunst und Kunsthandwerk, und östlich die Anlage Emerald Spring Villas. und am Kap Hughes Point das Nonsuch Bay Resort mit Restaurant The Bay.